# 風間宏希
風間宏希（1991年6月19日—），日本足球運動員，司職中場，現效力日乙球隊群馬草津溫泉。

## 俱樂部生涯
风间宏希2010年从静冈市立清水商业高中(现静冈市立清水樱丘高中)毕业加盟洛莱塔诺，2011年转投科布伦茨，2012年转投川崎前锋， 2014年转投北九州向日葵。曾入选日本U13-U19代表队。
山形山神官方宣布北九州向日葵中场风间宏希正式加盟。
风间宏希是FC琉球中前场的绝对主力，本赛季前19轮联赛风间宏希全勤且都是首发登场，上轮在主场对阵甲府风林的比赛中，风间宏希打进了其本赛季的第一粒进球。

## 外部連結
- 風間宏希的X（前Twitter）
- Profile at Thespakusatsu Gunma
- Profile at Montedio Yamagata[永久]
- 日本職業足球聯賽中的風間宏希 （日語）
- Soccerway資料庫：風間宏希